# Kanton Saint-Leu
Der Kanton Saint-Leu ist seit 2015 ein französischer Wahlkreis im Arrondissement Saint-Paul des Übersee-Départements Réunion.

## Gemeinden
| Gemeinde          | Einwohner 1. Januar 2022 | Fläche km² | Dichte Einw./km² | Code INSEE | Postleitzahl |
| ----------------- | ------------------------ | ---------- | ---------------- | ---------- | ------------ |
| Les Trois-Bassins | 7.113                    | 42,58      | 167              | 97423      | 97423        |
| Saint-Leu         | 30.630                   | 108,08     | 283              | 97413      | 97436        |
| Kanton Saint-Leu  | 37.743                   | 150,66     | 251              | 97414      | –            |

1. ↑   Nur der nördliche Teil der Gemeinde, der Rest gehört zum Kanton L’Étang-Salé.